# SC Veendam
SC Veendam byl nizozemský fotbalový klub z Veendamu. Založen byl roku 1894. Zanikl roku 2013.

## Historické názvy
- 1894 — Look Out
- 1909 — Prinses Juliana Veendam
- 1974 — SC Veendam
- 1988 — BV Veendam
- 2011 — SC Veendam

## Umístění
| Sezóna  | Soutěž               | Pořadí    | Poznámka |
| ------- | -------------------- | --------- | -------- |
| 1956/57 | Tweede Divisie sk. A | 4. místo  |          |
| 1957/58 | Tweede Divisie sk. B | 6. místo  |          |
| 1958/59 | Tweede Divisie sk. B | 2. místo  | postup   |
| 1959/60 | Eerste Divisie sk. A | 15. místo |          |
| 1960/61 | Eerste Divisie sk. A | 13. místo |          |
| 1961/62 | Eerste Divisie sk. A | 5. místo  |          |
| 1962/63 | Eerste Divisie       | 13. místo |          |
| 1963/64 | Eerste Divisie       | 12. místo |          |
| 1964/65 | Eerste Divisie       | 15. místo | sestup   |
| 1965/66 | Tweede Divisie       | 6. místo  |          |
| 1966/67 | Tweede Divisie       | 5. místo  |          |
| 1967/68 | Tweede Divisie       | 3. místo  | postup   |
| 1968/69 | Eerste Divisie       | 7. místo  |          |
| 1969/70 | Eerste Divisie       | 12. místo |          |
| 1970/71 | Eerste Divisie       | 13. místo |          |
| 1971/72 | Eerste Divisie       | 10. místo |          |
| 1972/73 | Eerste Divisie       | 12. místo |          |
| 1973/74 | Eerste Divisie       | 19. místo |          |
| 1974/75 | Eerste Divisie       | 19. místo |          |
| 1975/76 | Eerste Divisie       | 8. místo  |          |
| 1976/77 | Eerste Divisie       | 14. místo |          |
| 1977/78 | Eerste Divisie       | 17. místo |          |
| 1978/79 | Eerste Divisie       | 12. místo |          |
| 1979/80 | Eerste Divisie       | 16. místo |          |
| 1980/81 | Eerste Divisie       | 15. místo |          |
| 1981/82 | Eerste Divisie       | 10. místo |          |
| 1982/83 | Eerste Divisie       | 12. místo |          |
| 1983/84 | Eerste Divisie       | 16. místo |          |
| 1984/85 | Eerste Divisie       | 10. místo |          |
| 1985/86 | Eerste Divisie       | 4. místo  | postup   |
| 1986/87 | Eredivisie           | 17. místo | sestup   |
| 1987/88 | Eerste Divisie       | 2. místo  | postup   |
| 1988/89 | Eredivisie           | 18. místo | sestup   |
| 1989/90 | Eerste Divisie       | 8. místo  |          |
| 1990/91 | Eerste Divisie       | 18. místo |          |
| 1991/92 | Eerste Divisie       | 12. místo |          |
| 1992/93 | Eerste Divisie       | 16. místo |          |
| 1993/94 | Eerste Divisie       | 17. místo |          |
| 1994/95 | Eerste Divisie       | 8. místo  |          |
| 1995/96 | Eerste Divisie       | 4. místo  |          |
| 1996/97 | Eerste Divisie       | 10. místo |          |
| 1997/98 | Eerste Divisie       | 12. místo |          |
| 1998/99 | Eerste Divisie       | 13. místo |          |
| 1999/00 | Eerste Divisie       | 12. místo |          |
| 2000/01 | Eerste Divisie       | 14. místo |          |
| 2001/02 | Eerste Divisie       | 11. místo |          |
| 2002/03 | Eerste Divisie       | 17. místo |          |
| 2003/04 | Eerste Divisie       | 14. místo |          |
| 2004/05 | Eerste Divisie       | 11. místo |          |
| 2005/06 | Eerste Divisie       | 14. místo |          |
| 2006/07 | Eerste Divisie       | 8. místo  |          |
| 2007/08 | Eerste Divisie       | 15. místo |          |
| 2008/09 | Eerste Divisie       | 19. místo |          |
| 2009/10 | Eerste Divisie       | 9. místo  |          |
| 2010/11 | Eerste Divisie       | 4. místo  |          |
| 2011/12 | Eerste Divisie       | 16. místo |          |
| 2012/13 | Eerste Divisie       | 17. místo |          |

## Poslední soupiska (2012-13)
| #  | Pozice | Hráč                         |
| -- | ------ | ---------------------------- |
| 1  | B      | Robbert te Loeke             |
| 16 | B      | Theo Timmermans              |
| 2  | O      | Angelo Cijntje               |
| 3  | O      | Michalis Vakalopoulos        |
| 4  | O      | Niek Loohuis                 |
| 5  | O      | Jelle Wagenaar               |
| 12 | O      | Luis Pedro da Silva Ferreira |
| 15 | O      | Ross McKinnon                |
| 26 | O      | Jesse Renken                 |
| 6  | Z      | Danny Menting                |
| 8  | Z      | Lars Lambooij                |
| 9  | Z      | Boy Deul                     |

| #  | Pozice | Hráč             |
| -- | ------ | ---------------- |
| 14 | Z      | Tom Overtoom     |
| 20 | Z      | Theo Martens     |
| 22 | Z      | Mitch Apau       |
| 23 | Z      | Sander Rozema    |
| 7  | Ú      | Menno van Elsas  |
| 10 | Ú      | Lars Hutten      |
| 11 | Ú      | Sidney Schmeltz  |
| 12 | Ú      | Danny Blaauw     |
| 17 | Ú      | Johnatan Opoku   |
| 18 | Ú      | Robert Katschner |
| 21 | Ú      | Arjan Wiegers    |
| 24 | Ú      | Robby Holder     |

## Slavní hráči
| - Ivan Cvetkov - Agil Etemadi - Johan Derksen - Arjan Ebbinge - Martin Drent - Joop Gall - Henk de Haan |  | - Ron Jans - Anco Jansen - Jurrie Koolhof - Frans de Munck - Dick Nanninga - Ruben Schaken - Marcel Seip |  | - Rick Slor - Marnix Kolder - Michael de Leeuw - Jan Korte - Gerard Wiekens - Jason de Jong - Arek Radomski |